# 小行星11371
小行星11371（11371 Camley）是一颗绕太阳运转的小行星，为主小行星带小行星。该小行星于1998年8月17日发现。

## 轨道参数
小行星11371的轨道半长轴为2.2755641 UA，离心率为0.123。